# Израэль, Мирьям
Мирьям Израэль (швед. Mirjam Israel; 25 апреля 1920, Уппсала — 19 ноября 1996, Стокгольм) — шведский психолог.
Дочь известного шведского историка и сиониста Хуго Валентина.
Как колумнист, сотрудничала с газетой Aftonbladet, где вела рубрику о детской и подростковой психологии. Автор книги «Повседневная жизнь» (Vardagsliv, 1988). Была психологом Стокгольмского детского центра.
В 1946 году вместе с мужем Иоахимом Израэлем написала книгу «Непослушных детей не бывает», инициировав в шведском обществе дискуссию о свободном воспитании детей и отказе от упора на дисциплину и наказания. Они утверждали, что проблема заключается в слишком покорных, а не в непослушных детях. На встречах с читателями Мирьям и Иоахим Израэли советовали родителям недавно вышедшую повесть Астрид Линдгрен «Пеппи Длинныйчулок». В свою очередь Линдгрен также восприняла педагогические идеи Израэлей и способствовала их популяризации. Супруги Израэли отмечали гражданскую пользу свободного воспитания: «Только так мы сможем воспитать человека, который будет в состоянии в случае необходимости защитить демократию и общечеловеческие ценности».
В 1970 выступила экспертом в нашумевшем в Швеции образовательном фильме «Ещё о языке любви» (Mera ur Kärlekens språk), где она со многими участниками обсуждала «закрытые» до того времени темы, в частности, гомосексуальности, женских болезней и др. Фильм был запрещён к показу в США и Великобритании.